# Edgard Ætheling
Edgard Aetheling fou el darrer rei d'Anglaterra de la Casa de Wessex. Fill d'Eduard Aetheling, que havia estat desterrat pel rei Canut el 1016 any quan només tenia sis mesos d'edat, i net d'Edmund Ironside fou rei del Regne d'Anglaterra uns sis mesos de l'any 1016. No fou coronat com a tal i per això alguns autors no el consideren rei. Durant el regnat de Guillem el Conqueridor va estar implicat en les disputes entre Escòcia i Anglaterra, i va participar en la primera croada.

## Ascens al tron
Eduard el Confessor va descobrir que Eduard Aetheling era viu a l'exili i el va convidar de nou a Anglaterra, i ho va fer el 1057, portant als seus fills. Al cap de pocs dies morí, probablement assassinat per ordre de Harold Godwinsson. El Confessor va fer pujar als fills, Edgard, Margarida i Cristina, i va nomenar Edgar successor, és a dir, el va acceptar com a Aetheling, membre de la seva família. Quan el Confessor va morir Edgard Aetheling només tenia tretze o catorze anys i la witenagemot del 5 de gener del 1066 va preferir el madur i competent Harold per prendre el tron com a Harold II d'Anglaterra.
Guillem va declarar-se'n successor i, en virtut d'una promesa que li hauria fet Eduard, va envair Anglaterra amb 7.000 homes. La batalla tingué lloc el 14 d'octubre del 1066 a la localitat de Hastings, pròxima a Londres, i acabà amb la victòria indiscutible de Guillem. Harold II morí a la batalla i Edgard va ser proclamat rei, però es va sotmetre a Guillem el Conqueridor.
Edgar es va unir a Edwin de Mèrcia i Morcar de Northumbria en revolta infructuosa el 1068 i es va veure obligat a fugir a Escòcia. El 1069 es va unir al rei viking Svend II de Dinamarca, però aquest el va abandonar a la seva sort després de conquerir York i Edgard de nou va haver de refugiar-se a Escòcia. Va morir en les seves terres o en Hertfordshire, a Escòcia.

## Successió normanda i escocesa
Després de la mort de Guillem el Conqueridor el 1087, va donar suport al fill gran Robert II de Normandia, contra el segon fill, Guillem Ruf, que va rebre el tron d'Anglaterra com Guillem II. La guerra empresa per Robert i els seus aliats per enderrocar Guillem va acabar en derrota el 1091. Com a part de l'acord de pau entre els germans, Edgard Ætheling va ser privat de les terres concedides per Robert, antigues possessions de Guillem i dels seus partidaris a Normandia, confiscades per Robert i distribuïdes entre els seguidors. Edgard, descontent, va viatjar de nou a Escòcia, on Malcolm III es preparava per a la guerra contra Guillem II. Quan Guillem va marxar cap al nord i els dos exèrcits enfrontats, els uns als altres reis, van optar per parlar en lloc de lluitar, les negociacions van ser conduïdes per Edgard, en nom de Malcolm, i Robert II de Normandia, en nom de Guillem. L'acord incloïa una conciliació entre Guillem i Edgard, però en qüestió de mesos, Robert va sortir d'Anglaterra a Normandia, descontent amb el fracàs de Guillem per complir el pacte entre ells, i Edgar se'n va anar amb ell.
Després de tornar a Anglaterra, el 1093 Edgard va anar de nou en una missió diplomàtica a Escòcia per negociar amb Malcolm III, que estava insatisfet amb la manca d'aplicació pels normands dels termes del tractat de 1091. Aquesta disputa va portar a la guerra i Malcolm va envair Anglaterra, morint amb el seu fill i hereu Eduard a la Batalla d'Alnwick. El successor de Malcolm, el seu germà Donald III d'Escòcia, va expulsar els anglesos i francesos al servei de Malcolm que havien despertat la gelosia de l'aristocràcia escocesa, posant-lo en conflicte amb la monarquia anglonormanda, en la que la influència escocesa havia disminuït. El 1097 un nou esforç per restaurar els interessos anglonormands a través del patrocini dels fills de Malcolm es va posar en marxa i Edgard va fer un altre viatge a Escòcia, aquesta vegada al capdavant d'un exèrcit invasor. Donald va ser enderrocat i Edgard va instal·lar el seu nebot Edgard d'Escòcia, al tron d'Escòcia.

## Primera Croada
Edgar es va unir a una flota anglesa que operava a la costa de Síria durant la Primera Croada i en va prendre el comandament. Les tripulacions finalment van cremar les seves naus, en mal estat i es van unir a l'avanç per terra cap a Jerusalem.